# Eliseo Payán
Eliseo Payán est un homme d'État colombien, né le 1er août 1825 à Cali en Colombie et mort le 30 juin 1895 à Buga. Il a été Président de la Colombie entre janvier et juin 1887 puis entre décembre 1887 et février 1888.